# Lucrècia Muñoz Reja
Lucrecia Muñoz Reja (Catalunya, segle XX) fou una nedadora catalana.
Membre del Club Natació Barcelona, és considerada una de les pioneres de la natació a Catalunya. Es proclamà doble campiona de Catalunya i d'Espanya (1926 i 1927) en 100 m lliures. Fou plusmarquista catalana i estatal en set ocasions, baixant per primer cop del minut i mig en la prova de 100 m lliures.